# NGC 7
NGC 7は、ちょうこくしつ座の方角にある渦巻銀河である。
1834年にイギリスの天文学者ジョン・ハーシェルが口径18.7の反射望遠鏡を用いて発見した。天文学者のスティーブ・ゴットリーブは、この銀河を「ぼんやりしていてアルベドは大きく、銀河系の奥行きに対して真横を向いている」と記述している。また彼は、直接観測するのではなく、周辺視野として見ることでのみ、くっきりとした像が観察できるとも記している。